# Sacred Arias
Sacred Arias è il sesto album in studio del cantante e tenore Andrea Bocelli, pubblicato il 9 novembre 1999 dalla Philips Records.
Nell'album sono contenuti dei brani di musica sacra di compositori classici. 
L'album nei Paesi Bassi è rimasto in classifica 40 settimane, in Francia 17, in Svizzera e Belgio 16 ed in Germania e Nuova Zelanda 15.
Con oltre 5 milioni di dischi venduti in tutto il mondo, esso è oggi l'album di musica classica più venduto di Bocelli oltre che l'album di un solista di musica classica più venduto di tutti i tempi.. Il disco ha venduto 19 445 copie in Finlandia.
Nel 2000 venne realizzato anche un home-video con i brani contenuti nell'album musicale.

## Tracce
1. Ave Maria (Funeral for a Friend) – 3:45
2. Sancta Maria – 3:34
3. Ave Maria – 2:59
4. Ave Maria – 2:30
5. Panis Angelicus – 3:31
6. Cujus Animam – 5:30
7. Ingemisco – 4:08
8. Ave Verum Corpus – 3:03
9. Der Engel – 3:02
10. Frondi tenere ... Ombra mai fu – 3:54
11. Pietà, Signore – 6:57
12. Domine Deus – 4:36
13. Mille Cherubini In Coro – 3:53
14. Silent Night – 3:06
15. Adeste Fideles (O Come, All Ye Faithful) – 2:51
16. Gloria A Te, Cristo Gesù – 4:21

Tracce bonus
1. Angus Dei
2. I Believe

## DVD
Venne realizzato un DVD, Sacred Arias: The Home Video, del concerto del 1999, filmato nella chiesa di Santa Maria sopra Minerva a Roma con l'Orchestra dell'Accademia nazionale di Santa Cecilia diretto da Chung Myung-whun. Il concerto venne trasmesso in tutto il mondo da diverse reti televisive pubbliche.

## Premi
Nel 2000, Bocelli ricevette per quest'album l'ECHO Klassik come "Bestseller of the year", oltre che 2000 Classical BRIT Award come "Album of the year" e Goldene Europa per la musica classica.

## Classifiche

### Classifiche settimanali
| Classifica (1999) | Posizione massima |
| ----------------- | ----------------- |
| Australia         | 7                 |
| Austria           | 2                 |
| Belgio (Fiandre)  | 9                 |
| Belgio (Vallonia) | 10                |
| Canada            | 6                 |
| Danimarca         | 8                 |
| Finlandia         | 8                 |
| Francia           | 5                 |
| Germania          | 3                 |
| Irlanda           | 44                |
| Islanda           | 14                |
| Italia            | 6                 |
| Norvegia          | 2                 |
| Nuova Zelanda     | 3                 |
| Paesi Bassi       | 1                 |
| Portogallo        | 3                 |
| Regno Unito       | 20                |
| Stati Uniti       | 22                |
| Svezia            | 15                |
| Svizzera          | 2                 |
| Ungheria          | 5                 |

### Classifiche di fine anno
| Classifica (1999) | Posizione |
| ----------------- | --------- |
| Australia         | 32        |
| Belgio (Fiandre)  | 99        |
| Danimarca         | 92        |
| Francia           | 54        |
| Italia            | 62        |
| Paesi Bassi       | 74        |
| Classifica (2000) | Posizione |
| Belgio (Vallonia) | 76        |
| Germania          | 94        |
| Paesi Bassi       | 47        |
| Svizzera          | 43        |